# Hyllisia flava
Hyllisia flava là một loài bọ cánh cứng trong họ Cerambycidae.